# Protocolo de Nagoya
El Protocolo de Nagoya sobre el acceso a los recursos genéticos y la distribución justa y equitativa de los beneficios derivados de su utilización del Convenio sobre la Diversidad Biológica, también conocido como el Protocolo de Nagoya sobre el acceso y la distribución de los beneficios (ABS) es un acuerdo complementario de 2010 al Convenio de 1992 sobre Diversidad Biológica (CDB). Su objetivo principal es la implementación de uno de los tres objetivos del CDB
Fue adoptado el 29 de octubre de 2010 en la ciudad japonesa de Nagoya y entró en vigor el 12 de octubre de 2014. En octubre de 2020 fue ratificado por 128 partes, que incluyen 127 Estados miembros de la ONU y la Unión Europea.

## Historia
En la cuarta reunión en 1998, la Conferencia de las Partes del Convenio sobre la Diversidad Biológica (CDB) decidió establecer un Panel de Expertos sobre Acceso y Beneficios para aclarar los principios y conceptos relacionados con el mismo. En su quinta reunión llevada a cabo en 2000 la Conferencia de las Partes logró establecer el grupo de trabajo ad hoc con acceso abierto y con participación en los beneficios, siendo un órgano subsidiario de la conferencia de las partes, con el mandato de elaborar directrices y otros enfoques para ayudarlas en la aplicación de las disposiciones sobre acceso y participación en los beneficios del convenio.
Por lo tanto las Directrices de Bonn sobre acceso a los recursos genéticos y participación justa y equitativa de los beneficios derivados de su uso surgieron en 2002 para ayudar a las partes a establecer medidas administrativas, legislativas o de política sobre el acceso y la participación en los beneficios y/o en la negociación de disposiciones contractuales para el acceso a los recursos genéticos y la distribución de beneficios.
Tras el llamado a la acción gubernamental en la Cumbre Mundial sobre el Desarrollo Sostenible de 2002, la conferencia de las partes encargó al grupo de trabajo sobre el CDB que desarrolle y negocie un régimen internacional para el acceso a los recursos genéticos y la distribución de beneficios con el objetivo de adoptar instrumentos para implementar efectivamente las disposiciones de los artículos 15 y 8 (j) del convenio y los tres objetivos de la convención. El grupo de trabajo abierto ad hoc sobre acceso y participación en los beneficios se reunió once veces entre 2005 y 2010 para negociar un régimen internacional de ABS. En su novena reunión aceptó un proyecto de Protocolo presentado por los Copresidentes, Fernando Casas de Colombia y Timothy Hodges de Canadá, como base para futuras negociaciones. El grupo continuó negociando sobre la base de este texto hasta su última reunión, celebrada el 16 de octubre de 2010 en Nagoya, Japón.
De esta manera el Protocolo de Nagoya fue adoptado en la décima reunión de la Conferencia de las Partes en la ciudad japonese de Nagoya el 29 de octubre de 2010, logrando entrar en vigor el 12 de octubre de 2014.

## Objetivos y alcance
Se aplica a los recursos genéticos cubiertos por el CDB y a los beneficios derivados de su utilización. El protocolo también cubre los conocimientos tradicionales asociados con los recursos genéticos cubiertos por el CDB y los beneficios derivados de su utilización.
Su objetivo es la implementación de uno de los tres objetivos del CDB: la distribución justa y equitativa de los beneficios que surgen de la utilización de los recursos genéticos, contribuyendo así a la conservación y el uso sostenible de la biodiversidad.

## Adopción y ratificación
Fue adoptado el 29 de octubre de 2010 en Nagoya, Japón, en la décima reunión de la Conferencia de las Partes, celebrada del 18 al 29 de octubre de 2010  y entró en vigor el 12 de octubre de 2014.
En diciembre de 2020 fue ratificado por 128 partes, que incluyen 127 Estados miembros de la ONU y la Unión Europea.

## Obligaciones
El Protocolo de Nagoya establece obligaciones para sus partes contratantes de tomar medidas en relación con el acceso a los recursos genéticos, la distribución de beneficios y el cumplimiento.

### Obligaciones de acceso
Las medidas de acceso a nivel nacional tienen como objetivo:
- Crear seguridad jurídica, claridad y transparencia.
- Proporcionar reglas y procedimientos justos y no arbitrarios.
- Establecer reglas y procedimientos claros para el consentimiento fundamentado previo y los términos mutuamente acordados.
- Prever la emisión de un permiso o equivalente cuando se conceda el acceso.
- Crear condiciones para promover y fomentar la investigación que contribuya a la conservación y uso sostenible de la biodiversidad.
- Prestar la debida atención a los casos de emergencias presentes o inminentes que amenacen la salud humana, animal o vegetal.
- Considerar la importancia de los recursos genéticos para la alimentación y la agricultura para la seguridad alimentaria.

### Obligaciones de distribución de beneficios
Las medidas de distribución de beneficios a nivel nacional tienen como objetivo proporcionar una distribución justa y equitativa de los beneficios derivados de la utilización de los recursos genéticos con la parte contratante que proporciona los recursos genéticos. La utilización incluye la investigación y el desarrollo de la composición genética o bioquímica de los recursos genéticos, así como las aplicaciones y la comercialización posteriores. Compartir está sujeto a términos mutuamente acordados. Los beneficios pueden ser monetarios o no monetarios, como regalías y compartir los resultados de la investigación.

### Obligaciones de cumplimiento
Las obligaciones específicas para apoyar el cumplimiento de la legislación nacional o los requisitos reglamentarios de la parte contratante que proporciona los recursos genéticos, y las obligaciones contractuales reflejadas en términos mutuamente acordados, son una innovación significativa del Protocolo de Nagoya.
Las partes contratantes deben:
- Adoptar medidas siempre que se haya accedido a los recursos genéticos utilizados dentro de su jurisdicción de conformidad con el consentimiento fundamentado previo y que se hayan establecido condiciones mutuamente acordadas, según lo requiera otra parte contratante.
- Cooperar en casos de presunta violación de los requisitos de otra parte contratante.
- Fomentar las disposiciones contractuales sobre resolución de disputas en términos mutuamente acordados.
- Asegurar que haya una oportunidad disponible para buscar recursos en sus sistemas legales cuando surjan disputas de términos mutuamente acordados (MAT)
- Tomar medidas con respecto al acceso a la justicia.
- Monitorear el uso de los recursos genéticos después de que salen de un país mediante la designación de puntos de control efectivos en cada etapa de la cadena de valor: investigación, desarrollo, innovación, precomercialización o comercialización.

## Implementación
El éxito del Protocolo de Nagoya requerirá una implementación efectiva a nivel nacional. Una variedad de herramientas y mecanismos proporcionados por el Protocolo de Nagoya ayudarán a las partes contratantes, incluyendo:
- Establecer puntos focales nacionales (NFP) y autoridades nacionales competentes (CNA) para que sirvan como puntos de contacto para obtener información, otorgar acceso o cooperar en cuestiones de cumplimiento.
- Una Cámara de Compensación de Acceso y Distribución de Beneficios para compartir información, como los requisitos regulatorios nacionales de ABS o información sobre NFP y CNA.
- Creación de capacidad para respaldar aspectos clave de la implementación.

Sobre la base de la autoevaluación de las necesidades y prioridades nacionales de un país, la creación de capacidad puede ayudar a:
- Desarrollar legislación nacional sobre ABS para implementar el Protocolo de Nagoya.
- Negociar términos mutuamente acordados.
- Desarrollar la capacidad y las instituciones de investigación en el país.
- Sensibilizar.
- Transferencia de tecnología.
- Focalizar el apoyo financiero para iniciativas de desarrollo y creación de capacidad a través del FMAM.

## Relación con otros acuerdos internacionales
Un número creciente de acuerdos comerciales preferenciales (ACP) incluyen disposiciones relacionadas con el acceso a los recursos genéticos o con la distribución de los beneficios que surgen de su utilización. De hecho, algunos acuerdos comerciales recientes, que se originan principalmente en países de América Latina, proporcionan medidas específicas diseñadas para facilitar la implementación de las disposiciones de APB contenidas en el Protocolo de Nagoya, incluidas medidas relacionadas con la asistencia técnica, la transparencia y la solución de controversias.

## Crítica
Sin embargo existe la preocupación de que la burocracia y la legislación agregadas sean en general perjudiciales para el seguimiento y la recolección de la biodiversidad, la conservación, la respuesta internacional a las enfermedades infecciosas y la investigación.
Muchos científicos han expresado su preocupación por el protocolo, temiendo que el aumento de la burocracia obstaculice los esfuerzos de prevención y conservación de enfermedades, y que la amenaza de un posible encarcelamiento de científicos tenga un efecto paralizador en la investigación. Los investigadores de la biodiversidad no comerciales e instituciones como los museos de historia natural temen que el mantenimiento de colecciones de referencia biológica y el intercambio de material entre instituciones se vuelva difícil.